# Willem Hermans

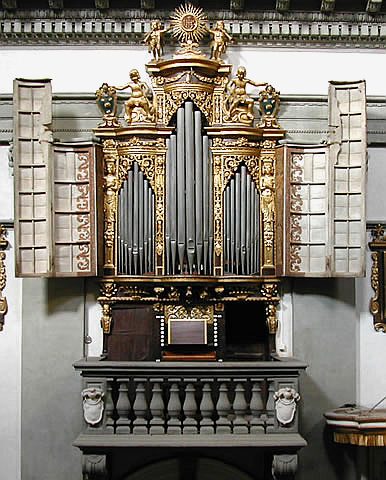
L'organo Hermans nella chiesa dello Spirito Santo a Pistoia.

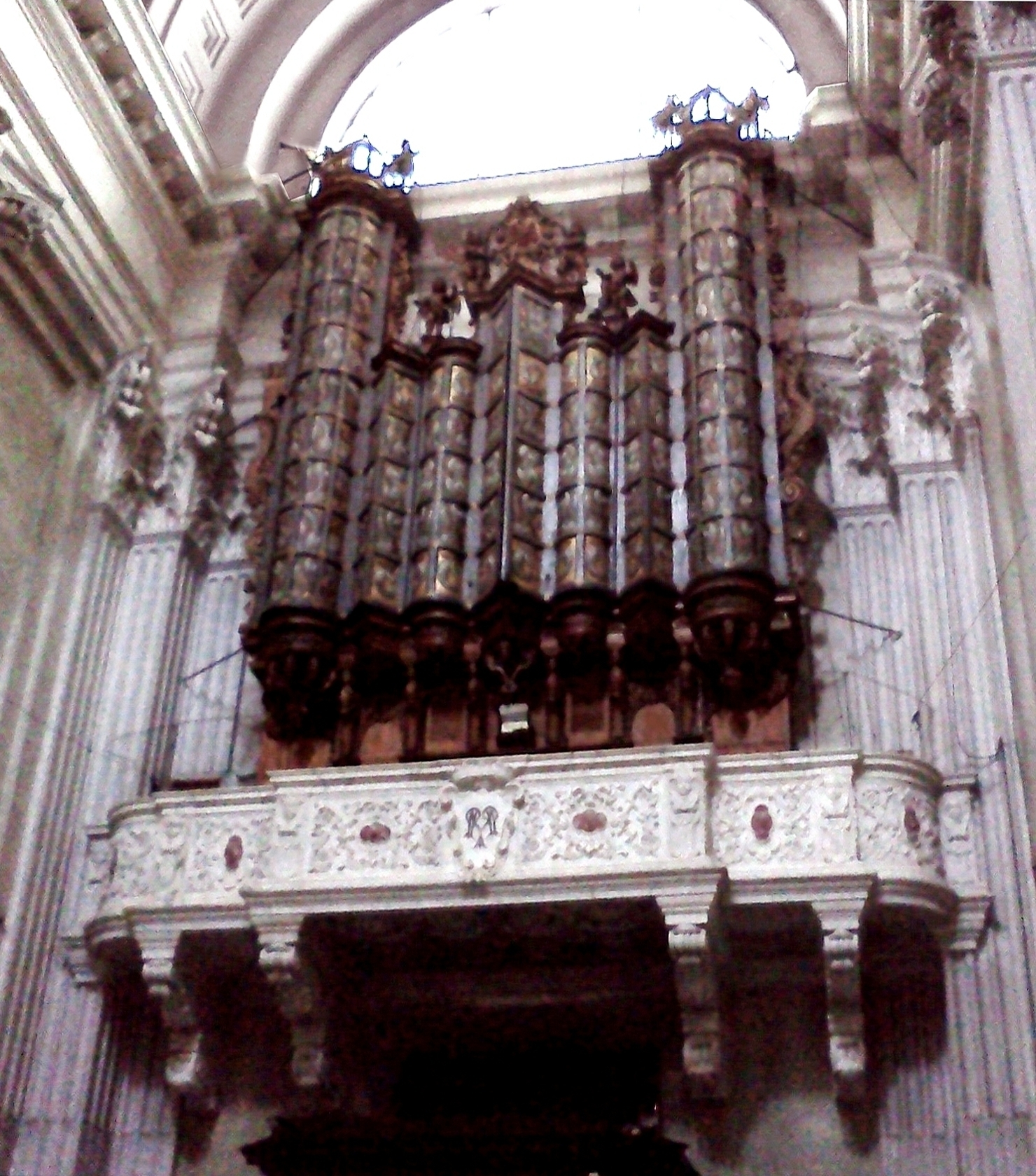
L'organo Hermans, con le ante chiuse, nella basilica di Santa Maria Assunta a Genova.

Willem Hermans (Thorn, 6 marzo 1601 – Roma, 14 febbraio 1683) è stato un organaro e gesuita olandese.

## Biografia

### I primi anni
Nato nel 1601, poco si sa della sua giovinezza. Suo padre era falegname, e da lui Willem apprese l'arte di intagliare il legno. Il 4 ottobre 1631 entrò come fratello laico nel convento dei gesuiti di Malines, dove, nel 1633, è indicato negli archivi come "falegname e costruttore".
Lavorò a Breda dal 1632 al 1633, a Malines dal 1633 al 1634, a Gand nel 1634, a Courtrai dal 1636 al 1637, a Lovanio dal 1637 al 1638, a Bergues dal 1640 al 1642 e ad Ypres dal 1644 al 1645.
Dal 1645 al 1648 fu in Francia, dove realizzò un organo per la chiesa di Saint-Paul-Saint-Louis a Parigi e per la chiesa dei gesuiti a La Flèche.

### L'arrivo in Italia
Nel 1648 arrivò in Italia, portando notevoli innovazioni nel panorama organario della Penisola. Hermans, infatti, arricchì la struttura classica dell'organo italiano cinquecentesco, impostato sulle sonorità del principale, dei flauti e degli armonici superiori, con nuovi registri caratteristici dell'Europa settentrionale, come la sesquialtera, il cornetto e registri ad ancia squillanti.
Nel 1650 costruì l'organo del duomo di Como (ora non più esistente), città dove Willem fu attivo anche nella costruzione dell'organo della chiesa del Gesù. Fra il 1656 e il 1660, realizzò l'organo della basilica di Santa Maria Assunta a Genova, del quale rimangono solo la cassa e alcune canne. In quel periodo ebbe fra i suoi allievi Tommaso I Roccatagliata, il quale successivamente diede inizio a una dinastia di organari.
Fra il 1657 e il 1660 costruì l'organo per la chiesa del Gesù e dei Santi Ambrogio e Andrea a Genova, oggi non più esistente. Nel 1659 fu attivo a Venezia, e, nel 1661, a Modena. Dal 1665 al 1669 fu a Roma, dove riparò e ingrandì alcuni strumenti. Nel 1666 terminò l'organo del Collegio Germanico di Sant'Apollinare, e, nel 1673, quello della chiesa di Sant'Agnese in Agone.
Si spostò successivamente a Palermo, dove realizzò l'organo della casa professa dei gesuiti. Inoltre, nel 1674, lavorò allo strumento del duomo di Orvieto. Nel 1678 costruì un organo a Collescipoli. Nel 1681 ne costruì uno per i Gesuiti di Ascoli Piceno, del quale resta solo la cassa e parte della tavola dei registri. Degli strumenti costruiti da Hermans in Italia soltanto due sono giunti fino al XXI secolo: quello della chiesa dello Spirito Santo a Pistoia e quello della collegiata di Santa Maria Maggiore a Collescipoli.
Degli altri strumenti sono rimaste soltanto le casse, qualche registro o alcune canne.  Morì a Roma nel 1683.

## Discendenza organaria
| Willem Hermans 1601 - 1683        |                                   |                                   |                                   |                                       |                                       |                                       |                                       |                                          |                                          |                                          |                                          |                                                       |                                           |                                           |                                           |                                           |                                           |                               |                               |                               |                               |                                  |                                  |                                  |                                  |                                  |                                  |  |  |  |  |  |  |  |  |  |  |  |  |  |  |  |  |
|                                   |                                   |                                   |                                   |                                       |                                       |                                       |                                       | ♦Tommaso I Roccatagliata 1647 - 1725     |                                          |                                          |                                          |                                                       |                                           |                                           |                                           |                                           |                                           |                               |                               |                               |                               |                                  |                                  |                                  |                                  |                                  |                                  |  |  |  |  |  |  |  |  |  |  |  |  |  |  |  |  |
|                                   |                                   |                                   |                                   |                                       |                                       |                                       |                                       |                                          |                                          |                                          |                                          |                                                       |                                           |                                           |                                           |                                           |                                           |                               |                               |                               |                               |                                  |                                  |                                  |                                  |                                  |                                  |  |  |  |  |  |  |  |  |  |  |  |  |  |  |  |  |
|                                   |                                   |                                   |                                   |                                       |                                       |                                       |                                       |                                          |                                          |                                          |                                          |                                                       |                                           |                                           |                                           |                                           |                                           |                               |                               |                               |                               |                                  |                                  |                                  |                                  |                                  |                                  |  |  |  |  |  |  |  |  |  |  |  |  |  |  |  |  |
|                                   |                                   |                                   |                                   |                                       |                                       |                                       |                                       |                                          |                                          |                                          |                                          |                                                       |                                           |                                           |                                           |                                           |                                           |                               |                               |                               |                               |                                  |                                  |                                  |                                  |                                  |                                  |  |  |  |  |  |  |  |  |  |  |  |  |  |  |  |  |
| Lorenzo Roccatagliata 1686 - 1748 | Lorenzo Roccatagliata 1686 - 1748 | Lorenzo Roccatagliata 1686 - 1748 | Lorenzo Roccatagliata 1686 - 1748 | Lorenzo Roccatagliata 1686 - 1748     | Lorenzo Roccatagliata 1686 - 1748     |                                       |                                       | ♦Giacomo Maria Roccatagliata 1700 - 1780 | ♦Giacomo Maria Roccatagliata 1700 - 1780 | ♦Giacomo Maria Roccatagliata 1700 - 1780 | ♦Giacomo Maria Roccatagliata 1700 - 1780 | ♦Giacomo Maria Roccatagliata 1700 - 1780              | ♦Giacomo Maria Roccatagliata 1700 - 1780  |                                           |                                           | Nicolò Roccatagliata 1703 - ?             | Nicolò Roccatagliata 1703 - ?             | Nicolò Roccatagliata 1703 - ? | Nicolò Roccatagliata 1703 - ? | Nicolò Roccatagliata 1703 - ? | Nicolò Roccatagliata 1703 - ? |                                  |                                  |                                  |                                  |                                  |                                  |  |  |  |  |  |  |  |  |  |  |  |  |  |  |  |  |
| Lorenzo Roccatagliata 1686 - 1748 | Lorenzo Roccatagliata 1686 - 1748 | Lorenzo Roccatagliata 1686 - 1748 | Lorenzo Roccatagliata 1686 - 1748 | Lorenzo Roccatagliata 1686 - 1748     | Lorenzo Roccatagliata 1686 - 1748     |                                       |                                       | ♦Giacomo Maria Roccatagliata 1700 - 1780 | ♦Giacomo Maria Roccatagliata 1700 - 1780 | ♦Giacomo Maria Roccatagliata 1700 - 1780 | ♦Giacomo Maria Roccatagliata 1700 - 1780 | ♦Giacomo Maria Roccatagliata 1700 - 1780              | ♦Giacomo Maria Roccatagliata 1700 - 1780  |                                           |                                           | Nicolò Roccatagliata 1703 - ?             | Nicolò Roccatagliata 1703 - ?             | Nicolò Roccatagliata 1703 - ? | Nicolò Roccatagliata 1703 - ? | Nicolò Roccatagliata 1703 - ? | Nicolò Roccatagliata 1703 - ? |                                  |                                  |                                  |                                  |                                  |                                  |  |  |  |  |  |  |  |  |  |  |  |  |  |  |  |  |
|                                   |                                   |                                   |                                   |                                       |                                       |                                       |                                       |                                          |                                          |                                          |                                          |                                                       |                                           |                                           |                                           |                                           |                                           |                               |                               |                               |                               |                                  |                                  |                                  |                                  |                                  |                                  |  |  |  |  |  |  |  |  |  |  |  |  |  |  |  |  |
|                                   |                                   |                                   |                                   | ♦Tommaso II Roccatagliata 1725 - 1798 | ♦Tommaso II Roccatagliata 1725 - 1798 | ♦Tommaso II Roccatagliata 1725 - 1798 | ♦Tommaso II Roccatagliata 1725 - 1798 | ♦Tommaso II Roccatagliata 1725 - 1798    | ♦Tommaso II Roccatagliata 1725 - 1798    |                                          |                                          | Giovanni Domenico Roccatagliata 1730 - ?              | Giovanni Domenico Roccatagliata 1730 - ?  | Giovanni Domenico Roccatagliata 1730 - ?  | Giovanni Domenico Roccatagliata 1730 - ?  | Giovanni Domenico Roccatagliata 1730 - ?  | Giovanni Domenico Roccatagliata 1730 - ?  |                               |                               |                               |                               |                                  |                                  |                                  |                                  |                                  |                                  |  |  |  |  |  |  |  |  |  |  |  |  |  |  |  |  |
|                                   |                                   |                                   |                                   | ♦Tommaso II Roccatagliata 1725 - 1798 | ♦Tommaso II Roccatagliata 1725 - 1798 | ♦Tommaso II Roccatagliata 1725 - 1798 | ♦Tommaso II Roccatagliata 1725 - 1798 | ♦Tommaso II Roccatagliata 1725 - 1798    | ♦Tommaso II Roccatagliata 1725 - 1798    |                                          |                                          | Giovanni Domenico Roccatagliata 1730 - ?              | Giovanni Domenico Roccatagliata 1730 - ?  | Giovanni Domenico Roccatagliata 1730 - ?  | Giovanni Domenico Roccatagliata 1730 - ?  | Giovanni Domenico Roccatagliata 1730 - ?  | Giovanni Domenico Roccatagliata 1730 - ?  |                               |                               |                               |                               |                                  |                                  |                                  |                                  |                                  |                                  |  |  |  |  |  |  |  |  |  |  |  |  |  |  |  |  |
|                                   |                                   |                                   |                                   | Maria Camilla Roccatagliata           | Maria Camilla Roccatagliata           | Maria Camilla Roccatagliata           | Maria Camilla Roccatagliata           | Maria Camilla Roccatagliata              | Maria Camilla Roccatagliata              |                                          |                                          | ♦Angelo Luigi Ciurlo 1751 - 1816                      | ♦Angelo Luigi Ciurlo 1751 - 1816          | ♦Angelo Luigi Ciurlo 1751 - 1816          | ♦Angelo Luigi Ciurlo 1751 - 1816          | ♦Angelo Luigi Ciurlo 1751 - 1816          | ♦Angelo Luigi Ciurlo 1751 - 1816          |                               |                               |                               |                               |                                  |                                  |                                  |                                  |                                  |                                  |  |  |  |  |  |  |  |  |  |  |  |  |  |  |  |  |
|                                   |                                   |                                   |                                   | Maria Camilla Roccatagliata           | Maria Camilla Roccatagliata           | Maria Camilla Roccatagliata           | Maria Camilla Roccatagliata           | Maria Camilla Roccatagliata              | Maria Camilla Roccatagliata              |                                          |                                          | ♦Angelo Luigi Ciurlo 1751 - 1816                      | ♦Angelo Luigi Ciurlo 1751 - 1816          | ♦Angelo Luigi Ciurlo 1751 - 1816          | ♦Angelo Luigi Ciurlo 1751 - 1816          | ♦Angelo Luigi Ciurlo 1751 - 1816          | ♦Angelo Luigi Ciurlo 1751 - 1816          |                               |                               |                               |                               |                                  |                                  |                                  |                                  |                                  |                                  |  |  |  |  |  |  |  |  |  |  |  |  |  |  |  |  |
|                                   |                                   |                                   |                                   |                                       |                                       |                                       |                                       |                                          |                                          |                                          |                                          |                                                       |                                           |                                           |                                           |                                           |                                           |                               |                               |                               |                               |                                  |                                  |                                  |                                  |                                  |                                  |  |  |  |  |  |  |  |  |  |  |  |  |  |  |  |  |
|                                   |                                   |                                   |                                   |                                       |                                       |                                       |                                       |                                          |                                          |                                          |                                          |                                                       |                                           |                                           |                                           |                                           |                                           |                               |                               |                               |                               |                                  |                                  |                                  |                                  |                                  |                                  |  |  |  |  |  |  |  |  |  |  |  |  |  |  |  |  |
|                                   |                                   |                                   |                                   | Domitilla Ciurlo                      | Domitilla Ciurlo                      | Domitilla Ciurlo                      | Domitilla Ciurlo                      | Domitilla Ciurlo                         | Domitilla Ciurlo                         |                                          |                                          | ♦Giovanni Antonio De Ferrari                          | ♦Giovanni Antonio De Ferrari              | ♦Giovanni Antonio De Ferrari              | ♦Giovanni Antonio De Ferrari              | ♦Giovanni Antonio De Ferrari              | ♦Giovanni Antonio De Ferrari              |                               |                               |                               |                               | Marcello Ciurlo 1787 - 1855      | Marcello Ciurlo 1787 - 1855      | Marcello Ciurlo 1787 - 1855      | Marcello Ciurlo 1787 - 1855      | Marcello Ciurlo 1787 - 1855      | Marcello Ciurlo 1787 - 1855      |  |  |  |  |  |  |  |  |  |  |  |  |  |  |  |  |
|                                   |                                   |                                   |                                   | Domitilla Ciurlo                      | Domitilla Ciurlo                      | Domitilla Ciurlo                      | Domitilla Ciurlo                      | Domitilla Ciurlo                         | Domitilla Ciurlo                         |                                          |                                          | ♦Giovanni Antonio De Ferrari                          | ♦Giovanni Antonio De Ferrari              | ♦Giovanni Antonio De Ferrari              | ♦Giovanni Antonio De Ferrari              | ♦Giovanni Antonio De Ferrari              | ♦Giovanni Antonio De Ferrari              |                               |                               |                               |                               | Marcello Ciurlo 1787 - 1855      | Marcello Ciurlo 1787 - 1855      | Marcello Ciurlo 1787 - 1855      | Marcello Ciurlo 1787 - 1855      | Marcello Ciurlo 1787 - 1855      | Marcello Ciurlo 1787 - 1855      |  |  |  |  |  |  |  |  |  |  |  |  |  |  |  |  |
|                                   |                                   |                                   |                                   |                                       |                                       |                                       |                                       |                                          |                                          |                                          |                                          |                                                       |                                           |                                           |                                           |                                           |                                           |                               |                               |                               |                               |                                  |                                  |                                  |                                  |                                  |                                  |  |  |  |  |  |  |  |  |  |  |  |  |  |  |  |  |
|                                   |                                   |                                   |                                   |                                       |                                       |                                       |                                       |                                          |                                          |                                          |                                          |                                                       |                                           |                                           |                                           |                                           |                                           |                               |                               |                               |                               |                                  |                                  |                                  |                                  |                                  |                                  |  |  |  |  |  |  |  |  |  |  |  |  |  |  |  |  |
|                                   |                                   |                                   |                                   | Luigi De Ferrari 1807? - 1853?        | Luigi De Ferrari 1807? - 1853?        | Luigi De Ferrari 1807? - 1853?        | Luigi De Ferrari 1807? - 1853?        | Luigi De Ferrari 1807? - 1853?           | Luigi De Ferrari 1807? - 1853?           |                                          |                                          | ♦Giuseppe Giovanni De Ferrari 1815 - 1877             | ♦Giuseppe Giovanni De Ferrari 1815 - 1877 | ♦Giuseppe Giovanni De Ferrari 1815 - 1877 | ♦Giuseppe Giovanni De Ferrari 1815 - 1877 | ♦Giuseppe Giovanni De Ferrari 1815 - 1877 | ♦Giuseppe Giovanni De Ferrari 1815 - 1877 |                               |                               |                               |                               | Luigi Narciso Ciurlo 1823 - 1881 | Luigi Narciso Ciurlo 1823 - 1881 | Luigi Narciso Ciurlo 1823 - 1881 | Luigi Narciso Ciurlo 1823 - 1881 | Luigi Narciso Ciurlo 1823 - 1881 | Luigi Narciso Ciurlo 1823 - 1881 |  |  |  |  |  |  |  |  |  |  |  |  |  |  |  |  |
|                                   |                                   |                                   |                                   | Luigi De Ferrari 1807? - 1853?        | Luigi De Ferrari 1807? - 1853?        | Luigi De Ferrari 1807? - 1853?        | Luigi De Ferrari 1807? - 1853?        | Luigi De Ferrari 1807? - 1853?           | Luigi De Ferrari 1807? - 1853?           |                                          |                                          | ♦Giuseppe Giovanni De Ferrari 1815 - 1877             | ♦Giuseppe Giovanni De Ferrari 1815 - 1877 | ♦Giuseppe Giovanni De Ferrari 1815 - 1877 | ♦Giuseppe Giovanni De Ferrari 1815 - 1877 | ♦Giuseppe Giovanni De Ferrari 1815 - 1877 | ♦Giuseppe Giovanni De Ferrari 1815 - 1877 |                               |                               |                               |                               | Luigi Narciso Ciurlo 1823 - 1881 | Luigi Narciso Ciurlo 1823 - 1881 | Luigi Narciso Ciurlo 1823 - 1881 | Luigi Narciso Ciurlo 1823 - 1881 | Luigi Narciso Ciurlo 1823 - 1881 | Luigi Narciso Ciurlo 1823 - 1881 |  |  |  |  |  |  |  |  |  |  |  |  |  |  |  |  |
|                                   |                                   |                                   |                                   |                                       |                                       |                                       |                                       |                                          |                                          |                                          |                                          | ♦Antonio Luigi (Antoine Louis) De Ferrari 1858 - 1933 |                                           |                                           |                                           |                                           |                                           |                               |                               |                               |                               |                                  |                                  |                                  |                                  |                                  |                                  |  |  |  |  |  |  |  |  |  |  |  |  |  |  |  |  |